# Дрегенешть (Біхор)
Дрегенешть, Дрегенешті (рум. Drăgănești) — село у повіті Біхор в Румунії. Адміністративний центр комуни Дрегенешть.
Село розташоване на відстані 377 км на північний захід від Бухареста, 60 км на південний схід від Ораді, 93 км на захід від Клуж-Напоки, 131 км на північний схід від Тімішоари.

## Населення
За даними перепису населення 2002 року у селі проживали 437 осіб, усі — румуни. Усі жителі села рідною мовою назвали румунську.